# Cổ Lãng
Cổ Lãng (chữ Hán phồn thể: 古浪縣, chữ Hán giản thể: 古浪县) là một huyện thuộc địa cấp thị Vũ Uy, tỉnh Cam Túc, Cộng hòa Nhân dân Trung Hoa. Huyện này giáp các đơn vị cấp huyện: đông giáp Cảnh Thái, nam giáp Thiên Chúc, tây bắc giáp nội thị Vũ Uy, đông bắc giáp kỳ A Lạp Thiện của Nội Mông. Cổ Lãng có diện tích 5287 km², dân số năm 2004 là 390.000 người, mã số bưu chính là 733100. Huyện lỵ đóng ở trấn Cổ Lãng. Về mặt hành chính, huyện Cổ Lãng được chia thành 19 đơn vị cấp hương gồm 9 trấn, 10 hương.
- Trấn: Cổ Lãng, Thổ Môn, Đại Tĩnh, Định Ninh, Tứ Thủy, Bùi Gia Dinh, Hải Tử Than, Hoàng Dương Xuyên và Hắc Tùng Dịch.
- Hương: Vĩnh Phong Than, Hoàng Hoa Than, Tây Tĩnh, Dân Quyền, Trực Than, Tân Bảo, Can Thành, Thập Bát Lý Bảo, Hoành Lương và Cổ Phong.